# Affekt-Infusions-Theorie
Die Affekt-Infusions-Theorie (Affect-infusion theory) dient der Erklärung widersprüchlicher Effekte der Stimmung (Psychologie) auf die Personenwahrnehmung, auf Attributionen und auf die Bildung von Stereotypen. Die Affekt-Infusions-Theorie wurde von Forgas (1995; vgl. auch Schwarz, 2000) entwickelt und unterscheidet vier Infusionsstrategien der Stimmung:
1. Die Direkteinschätzungs-Strategie kommt zum Tragen, wenn ein Thema von niedriger Bedeutung ist und hohe Bekanntheit besitzt, so dass eine Beurteilung mehr über im Gedächtnis abgespeicherte und leicht zugängliche Wissensinhalte als über Stimmungen zustande kommt (z. B. Einschätzung von bekannten Konsumgütern).
2. Motivationales Stimmungsmanagement dient der Verbesserung einer schlechten Stimmung. Das Thema ist von hoher Relevanz und die Beurteiler sind motiviert, ihre Stimmung zu heben. Beispiel: Eine Person, die davon gehört hat, dass der Film „Bridget Jones“ eine sagenhafte Komödie ist, entschließt sich abends zum Kinobesuch, nachdem sich tagsüber ihre Stimmung zunehmend verschlechtert hat.
3. Das Affekt-als-Information-Modell beinhaltet die Annahme, dass Stimmungen als Bezugspunkte dienen, die in ein Urteil einfließen. Basis ist die How-do-I-feel-about-it?-Heuristik, die als Maßstab für die Bedrohlichkeit einer Situation oder eines Sachverhalts genommen wird. Beispiel: Bei guter Stimmung werden Krankheitsrisiken als geringer eingestuft als bei schlechter Stimmung.
4. Das Affekt-Priming-Modell geht davon aus, dass Gedächtnisinhalte, die mit der Stimmung kongruent sind, in ihrer Abrufbarkeit erhöht sind. Positive Stimmung erhöht demnach die Zugänglichkeit von Erinnerungen mit einem positiven Vorzeichen, während negative Stimmung die Zugänglichkeit von negativen Erinnerungen verbessert. Weiterhin wird angenommen, dass diese Effekte sich umso stärker ausbreiten, je länger die Verarbeitungszeit für einen Sachverhalt ist. Je länger jemand über ein Ereignis nachdenkt, z. B. weil es außergewöhnlich ist, desto stärker sollte seine oder ihre Einschätzung durch die Stimmung verzerrt werden (vgl. Priming).

Während die zwei zuletzt genannten Strategien zu Stimmungs-Kongruenz-Effekten führen, sind bei den zwei zuerst genannten Strategien keine entsprechenden Effekte zu erwarten.
Erläuterung: Thayer, Newman & McClain (1994) unterscheiden sechs Formen des individuellen Stimmungsmanagements, um „angespannt-müden“ Stimmungen entgegenzuwirken:
1. Aktives Stimmungsmanagement (Meditation, Massage, körperliche Bewegung etc.),
2. Ablenkungsstrategien (Musik hören, ein heißes Bad nehmen etc.),
3. Passives Stimmungsmanagement (Fernsehen, Essen, Einkaufen etc.),
4. Soziale Unterstützung, emotionale Erleichterung und Selbstbelohnung (Freunde anrufen, Frustrationen ausdrücken, Sich-verwöhnen-Lassen etc.),
5. Rückzugs- und Vermeidungsstrategien (Stress aus dem Weg gehen, „die Decke über den Kopf ziehen“),
6. Strategien, die das Ziel einer direkten Spannungsreduzierung verfolgen (Selbst-Medikation, Alkohol etc.).